# SHVPES
SHVPES (вимовляється «шейпс», від англ. Shapes) - мелодік-хардкор гурт з Бірмінгема, Англія. До 2015 року мав назву Cytota.

## Історія

### The prosecutor (Cytota)
Гурт Cytota був сформований 31 жовтня 2009 року, після зустрічі Джобі Фіцджеральда та Гарі Дженнінгса на виступі Fightstar у Лондоні. Трохи більше двох тижнів потому, Гарі, Джобі та Юсеф (друг Гарі зі школи) зустрілися на репетиційній базі у Бірмінгемі та почали працювати над матеріалом. У листопаді до колективу приєднався басист Оллі Пайк, чим завершив формування гурту. У квітні 2010 гурт почав працювати над дебютним EP The prosecutor разом з двома видатними британськими рок-продюсерами Джимом Піндером та Карлом Боуном (Trivium, Rise To Remain, Fightstar, Machinehead) у Tree-house studios в Честерфілді.. У 2011 році до гурту приєднався гітарист Раян Гамільтон, з яким Оллі познайомився у коледжі. Cytota грали в турах з такими гуртами як Funeral For A Friend, While She Sleeps та Rise To Remain, чим довели свою спроможність з драйвом відкривати шоу такого рівня.

### Pain. Joy. Ecstasy. Despair
У липні 2014 року гурт покинув вокаліст Джобі Фіцджеральд, що змусило музикантів відкласти запланований на вересень тур. Але вже у жовтні на офіційній сторінці Cytota, разом із анонсом туру з японськими металістами Crossfaith, було оголошено приєднання до гурту нового вокаліста Гріффіна Дікінсона. 18 листопада вийшов перший сінгл гурту за участю Гріффіна, а через кілька місяців у січні 2015 гурт остаточно змінив назву на SHVPES, що стало початком нової глави в історії британського колективу.
Після майже двох років після зміни назви, гурт нарешті анонсував вихід свого дебютного альбому Pain. Joy. Ecstasy. Despair, який також був спродюсований Карлом Боуном та Джимом Піндером. Новий вокаліст Гріффін Дікінсон каже про альбом наступне:
|                    | Концепція цього альбому полягає у пошуку краси у будь-якій ситуації. Ваша здібність відчувати біль або відчай є саме тим, що дозволяє вам цілком відчути радість та насолоду. Це як Інь та Янь. "Pain. Joy. Ecstacy. Despair." дав мені можливість виштовхнути зі свого життя 24 роки розчарування, та перетворити його на щось позитивне, на щось, чим я зможу пишатися. Я сподіваюсь, слухач також знайде в ньому заспокоєння. Оригінальний текст (англ.) As a concept, this album is about finding the beauty in whatever situation you’re in. Your ability to feel pain/to feel despair is ultimately what allows you to embrace the feeling of joy or ecstasy. It’s like yin & yang. ‘Pain. Joy. Ecstacy. Despair.’ gave me a platform to expel 24 years’ worth of frustration and turn it into something positive; something I can be proud of and something, I hope, the listener can find solace in. |
| — Гріффін Дікінсон | |

Pain. Joy. Ecstasy. Despair. вийшов у світ 14 жовтня 2016 року на лейблі Spinefarm. Трекліст складався із 11 пісень. Дебютний сінгл з Грфііфном Дікінсоном Shapes проте ж не увійшов до альбому.

## Склад

### Поточний склад
- Гріффін Дікінсон — Вокал (з 2016)
- Раян Гамільтон — Гітара, вокал (з 2011)
- Юсеф Ашараф — Гітара (з 2009)
- Грант Лео Найт — Бас (з 2009)
- Гарі Дженнінгс — Ударні (з 2016)

### Колишні учасники
- Оллі Пайк — Бас (2009-2016)
- Джобі Фіцджеральд — Вокал (2009-2015)

## Дискографія

### Студійні альбоми
- Pain. Joy. Ecstasy. Despair 2016
- Greater Than 2018

### Міні-альбоми
- The Prosecutor 2014 (Cytota)
- Acoustic EP 2019

### Сингли
- Shapes 2015
- State of Mine 2015
- God Warrior 2016
- Afterlife 2018
- Calloused Hands 2018
- Rain 2018
- War 2018
- Undertones 2018
- One Man Army 2019
- Hot Head 2020
- Lion's Head 2020